# Corydalis pseudomicrantha
Corydalis pseudomicrantha es una especie de la familia Papaveraceae. El género Corydalis tiene alrededor de 300 especies, ampliamente representado en el Hemisferio Norte, sobre todo en Eurasia, donde se considera que está su centro de diversidad. En Norteamérica existen unas 10 especies, de las que aparentemente sólo 2 (o tal vez 4) llegan a México y una de ellas hasta Guatemala.

## Clasificación y descripción
Planta herbácea anual o bienal, a veces glauca, de 20 a 40 cm de largo, con látex amarillo; tallos 1 o varios desde la base, postrado-ascendentes; hojas basales aglomeradas, largamente pecioladas, las caulinares sobre peciolos menos largos y con láminas de menores proporciones, éstas pinnatisectas, con los últimos segmentos oblongos a elípticos, subapiculados; racimos de 6 a 12 flores (a veces existen racimos con 1 a 5 flores cleistógamas); brácteas elípticas a obovadas, de 2 a 8 mm de largo y 1 a 5 mm de ancho; pedicelos erectos, de 1 a 3 mm de largo; sépalos ovados, algo lacerados, de alrededor de 1 mm de largo y 0.5 mm de ancho; pétalos de color amarillo, el exterior espolonado, de 10 a 16 mm de largo (incluyendo el espolón de 3 a 4 mm de largo), el otro pétalo exterior de 8 a 15 mm de largo, pétalos interiores de 7 a 13 mm de largo, estrechamente oblanceolados; estigma divergentemente bilobado; fruto erecto, por lo común derecho, de (2) 2.5 a 3 cm de largo y 2 a 3 mm de ancho, a veces algo toruloso; semillas lenticulares, de alrededor de 2 mm de diámetro, casi negras y lisas, con arilo evidente.

## Distribución
Se le conoce del oriente de México; también descubierta recientemente en Centroamérica. Coahuila, Nuevo León, Tamaulipas, San Luis Potosí, Guanajuato, Querétaro, Veracruz y Guatemala.

## Hábitat
Al parecer es una especie muy poco frecuente, aunque la escasez de colecciones puede deberse también a que la planta pasa desapercibida por ser bastante inconspicua; en bosques de encino, a menudo en lugares peñascosos. Altitud 1850-2200 m s. n. m. Se ha visto en flor de marzo a noviembre.

## Estado de conservación
No se encuentra bajo algún estatus de protección.